# Björken, Uppsala kommun
Björken är  en småort i Bälinge socken i Uppsala kommun, belägen 2 km norr om Bälinge.